# Tommy Chong
Thomas B. Kin "Tommy" Chong (Edmonton, Alberta; 24 de mayo de 1938) es un actor, comediante y músico canadiense-estadounidense. Es reconocido por su trabajo con el también actor y comediante Cheech Marin, con el que formó el dúo Cheech & Chong, además de interpretar a Leo en el programa That '70s Show.

## Filmografía

### Cine
- 1978: Up In Smoke
- 1980: Cheech & Chong's Next Movie
- 1981: Nice Dreams
- 1982: It Came from Hollywood
- 1982: Things Are Tough All Over
- 1983: Still Smokin'
- 1983: Yellowbeard
- 1984: Cheech & Chong's The Corsican Brothers
- 1985: Get Out of My Room
- 1985: After Hours
- 1989: Tripwire
- 1990: Far Out Man
- 1992: Life After Sex
- 1992: FernGully: The Last Rainforest
- 1995: National Lampoon's Senior Trip
- 1997: McHale's Navy
- 1998: Half Baked
- 2001: The Wash
- 2002: High Times'
- 2003: Best Buds
- 2003: Pauly Shore Is Dead
- 2005: Secret Agent 420
- 2006: Evil Bong
- 2007: American Drug War: The Last White Hope
- 2007: The Union: The Business Behind Getting High
- 2008: Chinaman’s Chance: America’s Other Slaves
- 2010: Cheech & Chong's Hey Watch This
- 2011: Hoodwinked Too! Hood vs. Evil
- 2013: Cheech & Chong's Animated Movie
- 2014: The Fluffy Movie
- 2016: Zootopia
- 2017: It's Gawd!
- 2019: Color Out of Space
- 2019: Jay and Silent Bob Reboot
- 2021: More Than Miyagi: The Pat Morita Story

### Televisión
- 1986: Playboy Comedy Roast for Tommy Chong
- 1986: Miami Vice
- 1994: The George Carlin Show
- 1997: Nash Bridges
- 1997: Sliders
- 1999: Dharma & Greg
- 1999–2006: That '70s Show
- 2000: South Park
- 2008: Code Monkeys
- 2009: MADtv
- 2010: WWE Raw
- 2011: The Simpsons
- 2011: Franklin and Bash
- 2014: Raising Hope
- 2014: The Millers
- 2014: Dancing with the Stars
- 2015: Uncle Grandpa
- 2023: That '90s Show